# 正親町実明
正親町 実明（おおぎまち さねあきら、旧字体：正親町 實明󠄁）は、鎌倉時代後期から南北朝時代にかけての公卿。太政大臣・洞院公守の次男。官位は正二位・権大納言。正親町家の祖。

## 経歴
藤原北家閑院流洞院家の出身。正親町、又は裏辻を号し正親町家の祖となった。
建治3年（1277年）正月、従五位下に叙爵し、弘安2年（1279年）従五位上、弘安3年（1280年）に侍従に任ぜられる。弘安6年（1283年）には正五位下、続いて従四位下に叙せられた。
弘安7年（1284年）左近衛少将に任官。弘安8年（1285年）従四位上に叙せられ、弘安9年（1286年）4月に春宮権亮を兼ねる。同年11月1日、権亮を辞任し、11日に右近衛中将に転じた。弘安10年（1287年）には播磨権介を兼帯し、正応2年（1289年）に正四位下に進み禁色を聴される。正応4年（1291年）従三位に叙せられて公卿に列した。
正応6年（1293年）正三位に叙せられ、永仁4年（1296年）参議に任ぜられる。永仁5年（1297年）権中納言に進み、永仁6年（1298年）に従二位、永仁7年（1299年）には正二位に叙せられ、乾元元年（1302年）11月に権大納言に至った。しかし、乾元2年（1303年）8月、権大納言を辞任し散位となる。元応2年（1320年）本座を聴され、元亨2年（1322年）に出家した。長年出家の願望があったという。
建武の新政崩壊後は北朝に属し、観応の擾乱の最中である観応2年（1351年）正月17日の夜、78歳という高齢で薨去した。甥の洞院公賢は「随分寿考の人なり」とその長命を評している。

## 官歴
※以下、『公卿補任』の記載に従う。
- 建治3年（1277年）正月5日：従五位下に叙爵（大宮院当年御給）。
- 弘安2年（1279年）正月5日：従五位上に叙す。
- 弘安3年（1280年）11月13日：侍従に任ず。
- 弘安6年（1283年）
  - 正月6日：正五位下に叙す。
  - 9月15日：従四位下に叙す（去る十二日位記を賜う）。
- 弘安7年（1284年）7月26日：左近衛少将に任ず。
- 弘安8年（1285年）3月1日：従四位上に叙す。
- 弘安9年（1286年）
  - 4月13日：春宮権亮を兼ぬ。
  - 11月1日：権亮を辞す。
  - 11月11日：右近衛中将に転ず。
- 弘安10年（1287年）正月13日：播磨権介を兼ぬ。
- 正応2年（1289年）
  - 正月5日：正四位下に叙す。
  - 4月17日：禁色を聴す。
- 正応4年（1291年）正月3日：従三位に叙す（朝覲行幸。玄輝門院御給）。右中将如元。
- 正応6年（1293年）正月5日：正三位に叙す。
- 永仁4年（1296年）5月15日：参議に任ず。右中将如元。
- 永仁5年（1297年）10月16日：権中納言に任ず。
- 永仁6年（1298年）
  - 正月5日：従二位に叙す。
  - 3月15日：帯剣を聴す[5]
- 永仁7年（1299年）正月5日：正二位に叙す。
- 正安4年（1302年）/乾元元年
  - 3月23日：権中納言を辞す。
  - 11月22日：権大納言に任ず。
- 乾元2年（1303年）8月28日：権大納言を辞す。
- 元応2年（1320年）：本座を聴す。
- 元亨2年（1322年）2月15日：出家。

## 系譜
- 父：洞院公守
- 母：法眼泰勝女[2]
- 妻：従三位松殿兼嗣女
  - 男子：正親町公蔭（1297-1360）
- 妻：信玄法印女
  - 次女：広義門院廊御方
- 妻：正親町三条公貫次女
  - 長女：正親町守子（?-1322） ‐ 伏見院・後伏見院後宮
  - 三女：正親町実子（1297-1360）‐ 宣光門院。花園院後宮・直仁親王母
  - 四女：一条局（?-1325） - 花園院後宮
  - 五女：後伏見院対御方
  - 六女：陽徳門院西御方
- 妻：正親町三条公貫四女
  - 七女：宣光門院廊御方 - 後伏見院後宮
  - 八女：花園院女房対御方
- 生母不明の子女
  - 男子：慈能（1313-1376）
- 猶子[4]
  - 男子：正親町忠季（1322-1366） - 嫡男・正親町公蔭の子。